# Nieszkowice (Wołów)
Pour les articles homonymes, voir Nieszkowice.
Nieszkowice est une localité polonaise de la gmina et du powiat de Wołów en voïvodie de Basse-Silésie.